# Ariadhoo
Ariadhoo är en ö i Ariatollen i Maldiverna. Den ligger i den administrativa atollen Alif Dhaal i den västra delen av landet, 110 km sydväst om huvudstaden Malé. Ön är obebodd, men det finns buddhistiska lämningar på ön.